# Eichicht (Kaulsdorf)
Eichicht ist ein Ortsteil der Gemeinde Kaulsdorf im Landkreis Saalfeld-Rudolstadt in Thüringen.

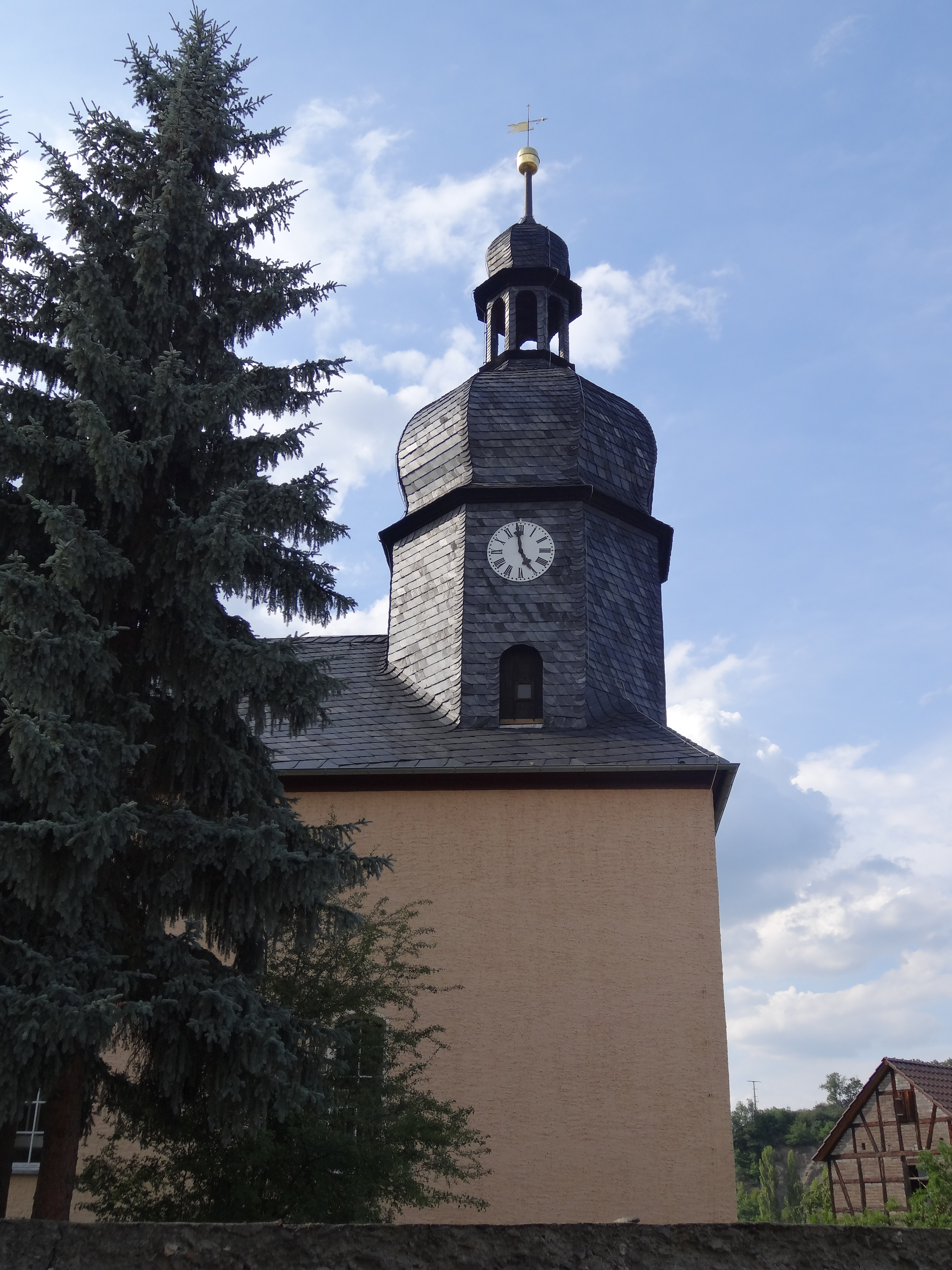
Kirche

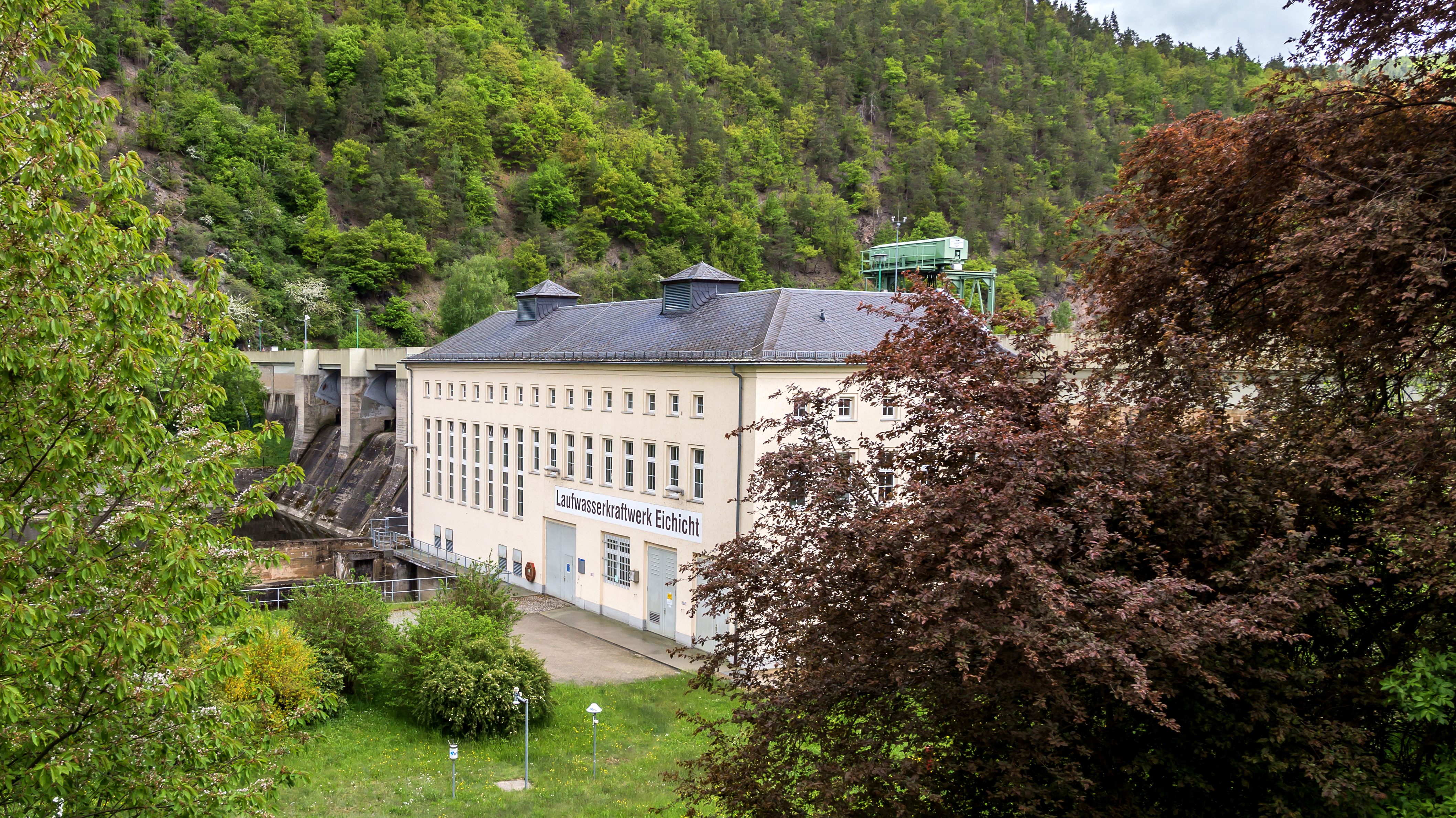
Wasserkraftwerk

## Geschichte
Die erste urkundliche Erwähnung war im Jahr 1379.
Eine Burg stand zum Schutz des Saaleübergangs an der Stelle des jetzigen Schlosses. Mit ihr überwachte und kontrollierte man das Loquitztal und den gleichnamigen Fluss an der Mündung in die Saale. Bauteile am Schloss stammen noch aus dem 14. Jahrhundert. Ab 1400 war der Ort Sitz der Herren von Holbach. 1417/18 erwarben die Herren von Beulwitz die befestigte Anlage und bauten 1696 das Anwesen weiter zum befestigten Schloss um. Sie waren bis 1945 Eigentümer. Der Ort lag bis zum Jahr 1918 im Leutenberger Gebiet der Oberherrschaft des Fürstentums Schwarzburg-Rudolstadt.
Eichicht gehört seit dem 1. Juli 1950 zur Gemeinde Kaulsdorf und liegt in einem engen Tal direkt an der Saale zwischen der Kreisstadt Saalfeld und dem Hohenwarte-Stausee. Entlang dieser Strecke verläuft der Saale-Radwanderweg.

## Kultur und Sehenswürdigkeiten
Im Zentrum des Orts befinden sich das Schloss Eichicht und die traditionsreiche Eichichter Loquitzmühle (erste urkundliche Erwähnung 1417). Das Schloss wurde in den Jahren 1920 bis 1923 nach Planungen von Bodo Ebhardt wiederhergestellt. Bei Eichicht befinden sich der Lohmturm, der Eichelberg sowie das Laufwasserkraftwerk Eichicht des Hohenwarte-Stausees. Durch den Ort im Thüringer Schiefergebirge verläuft der Bergwanderweg Eisenach–Budapest.
→ Siehe auch Marienkirche (Eichicht)

## Verkehr
Der Haltepunkt Kaulsdorf (Saale) (ehemals Eichicht) liegt an der Bahnstrecke Leipzig–Probstzella. Die Bedienung erfolgt durch die Linien RE 14 und RB 32.

## Vereine
- Freiwillige Feuerwehr Eichicht
- Gesangverein Eintracht 1888 Eichicht
- Feuerwehr- und Heimatverein Eichicht
- Freundeskreis Lohmturm Eichicht
- TSG Kaulsdorf